# Noctua (entreprise)
Pour les articles homonymes, voir Noctua (homonymie).
 (août 2020).
Si vous disposez d'ouvrages ou d'articles de référence ou si vous connaissez des sites web de qualité traitant du thème abordé ici, merci de compléter l'article en donnant les références utiles à sa vérifiabilité et en les liant à la section « Notes et références ».
Noctua est une entreprise autrichienne spécialisée dans la conception et la production de matériel de refroidissement pour PC.
C'est une coentreprise entre Rascom Computer Distribution GmbH et Kolink International Corporation.
Le logo de la société représente une chouette, une chevêche d'Athéna, dont le nom scientifique est Athene Noctua.

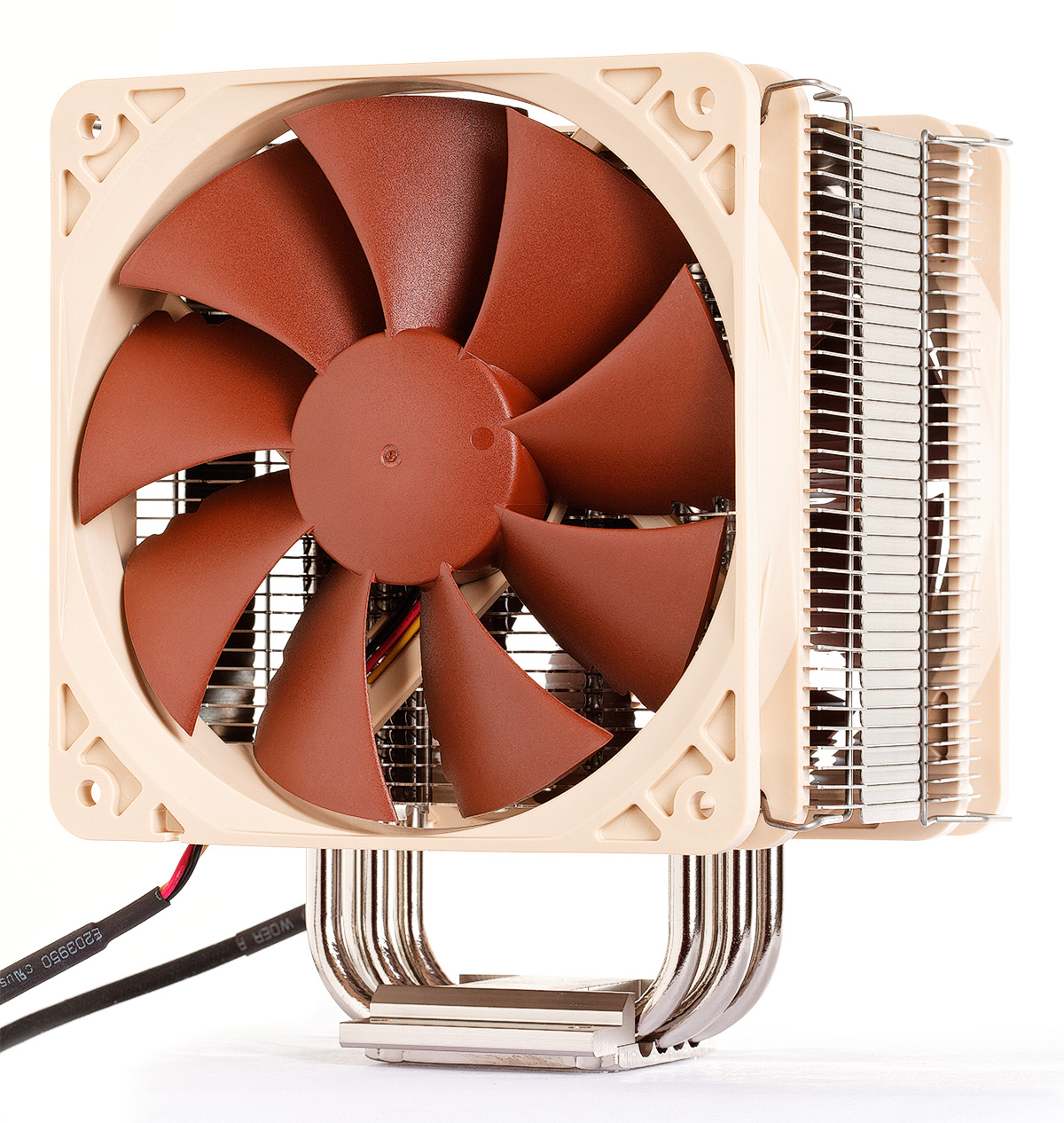
Un refroidissement pour processeur NH-U12P SE2 en cuivre et aluminium nickelé avec huit caloducs et deux ventilateurs NF-P12 de 12 cm de diamètre de la marque.

## Produits
Noctua produit des ventilateurs et des blocs de ventilation principalement pour les CPUs.
Leurs produits sont principalement de couleur beige pour le châssis et marron pour la turbine.